# کرادنباخ
کرادنباخ (به آلمانی: Kradenbach) یک شهر در آلمان است که در فولکانایفل واقع شده‌است. کرادنباخ ۱۵۵ نفر جمعیت دارد.